# Pido la palabra (álbum de Andy y Lucas)
Pido la palabra es el quinto álbum del dúo musical gaditano Andy y Lucas, contiene trece canciones.

## Lista de canciones
| N.º | Título                                               | Escritor(es)                  | Duración |  |
| 1.  | «Al alba»                                            | Lucas González                | 4:30     |  |
| 2.  | «Aquí sigo yo»                                       | Lucas González                | 3:53     |  |
| 3.  | «Faldas»                                             | Lucas González                | 4:02     |  |
| 4.  | «Tú no me llores más»                                | Andy Morales · Lucas González | 3:50     |  |
| 5.  | «Pido la palabra» (con Diana Navarro)                | Andy Morales · Lucas González | 4:33     |  |
| 6.  | «Tú lo que buscas es un novio»                       | Lucas González                | 4:10     |  |
| 7.  | «Afortunado»                                         | Lucas González                | 4:17     |  |
| 8.  | «Sin tenerte»                                        | Andy Morales · David Cuevas   | 3:31     |  |
| 9.  | «Apareciste tú»                                      | Lucas González                | 3:54     |  |
| 10. | «Ella»                                               | Andy Morales · David Cuevas   | 4:10     |  |
| 11. | «De verdad que la quiero»                            | Lucas González                | 4:20     |  |
| 12. | «Si hay un Dios»                                     | Andy Morales · David Cuevas   | 4:11     |  |
| 13. | «Al son de mi corazón»                               | Andy Morales · David Cuevas   | 3:32     |  |
| 14. | «Pido la palabra» (En memoria de Marta del Castillo) | Andy Morales · Lucas González | 4:33     |  |

- Datos: Q15640721